# Уніла
Уні́ла (дав.-гр. Οὐνίλας , ? — Прибл. 404) — єпископ готів.
Уніла — гот за походженням, був поставлений Константинопольським патріархом Іваном Златоустим «для готів» після 397 року. У 404 році, завдяки інтригам імператриці Євдоксії, Іван Золотоустий був зведений з кафедри і відправлений на заслання. У зв'язку з цим і з'явився лист святителя диаконісі Олімпіаді. З нього відомо, що Уніла помер у тому ж 404 році, і святитель, стурбований тим, що на Боспорську кафедру його противниками буде поставлена людина негідна, просив затримати посольство правителя Готії, посилаючись на складність морської подорожі до Боспору в зимові місяці. Про смерть Уніли Івана Золотоустого сповістили ченці — марси та готи, до яких прийшов диякон Модуарій із цією сумною звісткою. Модуарій прийшов з листами царя готовий, у яких просив послати до них нового єпископа. Про Унілу Іван Златоустий відгукується дуже добре, він пише про нього:
|  | гідний подив єпископ Уніла, якого я нещодавно хиротонізував і послав до Готія, здійснивши багато великих справ |